# 三雲賢持
三雲 賢持（みくも かたもち）は、戦国時代の武将。六角氏の家臣。

## 略歴
六角氏の宿老・三雲定持の嫡男として誕生。
永禄9年（1566年）、観音寺騒動の影響で六角義治に不信を抱き浅井長政に通じて、謀反を起こした布施公雄が籠城する布施山城を攻める。同年、佐和山城周辺における浅井氏との戦で討ち死を遂げた。家督は、弟・成持が継いだ。
子・賢春は、真田十勇士の猿飛佐助だとする俗説がある。